# Liste der Naturschutzgebiete in der Stadt Gera
In der Thüringer Stadt Gera gibt es zwei Naturschutzgebiete.
| Name des Gebietes | Bild           | Kennung | WDPA   | Landkreis / Stadt          | Beschreibung / Bemerkungen | Standort | Fläche in Hektar | Datum der Verordnung |
| ----------------- | -------------- | ------- | ------ | -------------------------- | -------------------------- | -------- | ---------------- | -------------------- |
| Rödel             | weitere Bilder | 340     | 165194 | Gera                       |                            | Position | 49,1             | 1996                 |
| Zeitzer Forst     | weitere Bilder | 341     | 319360 | Gera, Saale-Holzland-Kreis |                            | Position | 327,4            | 1999                 |